# Ромуло Гальєгос
Ромуло Гальєгос (ісп. Rómulo Gallegos Freire; 2 серпня 1884 — 7 квітня 1969) — президент Венесуели 1948 року, письменник, журналіст.

## Біографія
Один із засновників політичної партії «Демократична дія». За часів правління Вісенте Гомеса займав пост сенатора, але невдовзі залишив його й емігрував до Іспанії. 1935 року повернувся на батьківщину, займав пост міністра просвіти, а потім, у лютому 1948 року після усунення Ромуло Бетанкура, став президентом. У листопаді того ж року Гальєгоса було усунуто від влади міністром оборони Карлосом Дельгадо Чальбо. Після цього Гальєгос емігрував до Мексики.

## Найвідоміші романи Гальєгоса
- «В'юнок»
- «Канайма»
- «Норовливий раб»
- «Донья Барбара» (1929, екранізований у 1943 та 1975 роках, став основою кількох теленовел, перекладено багатьма мовами світу)
- «Земля під ногами».

## Премія Гальєгоса
1964 року було започатковано Премію Ромуло Гальєгаса, яку присуджують за найкращий роман. Надалі стала однією з найавторитетніших літературних нагород в іспаномовному світі.